# Intercosmos 3
Intercosmos 3 fue un satélite artificial científico soviético perteneciente al programa Intercosmos y a la clase de satélites DS (el primero de tipo DS-U2-IK) y lanzado el 7 de agosto de 1970 mediante un cohete Cosmos 2 desde el cosmódromo de Kapustin Yar.

## Objetivos
El objetivo de Intercosmos 3 fue realizar estudios sobre la ionosfera terrestre y la concentración de electrones e iones positivos en la atmósfera superior.

## Características
El satélite tenía una masa de 400 kg (aunque otras fuentes apuntan a 340 kg) y fue inyectado inicialmente en una órbita con un perigeo de 201 km y un apogeo de 1294 km, con una inclinación orbital de 49 grados y un periodo de 99,8 minutos.
Estaba diseñado para obtener datos sobre protones y electrones de alta energía, así como de emisiones de ondas de radio VLF y realizar mediciones del campo magnético terrestre con su magnetómetro de tres componentes.
Intercosmos 3 reentró en la atmósfera el 6 de diciembre de 1970.

## Resultados científicos
Intercosmos 3 estudió la radiación a lo largo de su órbita y recogió datos sobre la variación de las ondas de radio durante las tormentas geomagnéticas.